# Aymer de Valence
Aymer de Valence, também conhecido como Aymer de Lusinhão ou Telmar de Valence, (c. 1222 – Paris, 4 de dezembro de 1260) foi Bispo de Winchester aproximadamente em 1250.

## Vida
Valence era meio-irmão de Henrique III da Inglaterra; sua mãe era Isabel de Angoulême, a segunda esposa do Rei João, seu pai era Hugo X de Lusinhão, o conde de La Marche, com quem Isabel casou em 1220. Foi também o tio de Aymer de Valence, 2.º Conde de Pembroke.
Os filhos do casamento de Isabel foram para a Inglaterra em 1247, na esperança de obterem um cargo na corte inglesa. Aymer recebeu uma prebenda na Diocese de Londres. Em 1250, o rei, através de forte pressão sobre os eleitores, conseguiu obter a eleição de Aymer para a Diocese de Winchester em 4 de novembro A nomeação foi em todos os sentidos inadequada. Aymer era analfabeto, ignorante do idioma inglês, e inteiramente secular em seu modo de vida. Sobre ele se concentrou toda a indignação popular contra os favoritos estrangeiros; e ele parece ter merecido essa distinção nada invejável. Apesar de tudo, Aymer recebeu a confirmação de sua eleição para a sé episcopal do Papa Inocêncio IV em 14 de janeiro de 1251, juntamente com uma dispensa para manter seus outros rendimentos eclesiásticos.
No Parlamento de Oxford de 1258, ele e seus irmãos repudiaram as Disposições de Oxford elaboradas pelos barões. Aymer foi perseguido até Winchester, sitiado no castelo Wolvesey e, finalmente, obrigado a se render e deixar o reino. Ele nunca foi consagrado; em decorrência disso, em 1259, o capítulo de Winchester procedeu a uma nova eleição. Aymer, no entanto, ganhou o apoio do Papa Inocêncio IV. Estava em viagem de retorno à Inglaterra, quando foi acometido de uma doença fatal em Paris, tendo sido consagrado apenas em 16 de maio de 1260, antes de sua morte em 4 de dezembro de 1260. Seu corpo foi enterrado em Paris, e seu coração foi enviado para a Catedral de Winchester, onde seu túmulo ainda pode ser visto.